# 에다라본
에다라본(Edaravone), 상품명 라디컷)은 뇌졸중의 재활 및 ALS의 치료에 쓰이는 주사제 약물이다. 항산화 작용을 통해 ALS 환자에서 뉴런 손상이 일어나는 기전 중 하나로 추정되는 산화 스트레스를 막는 역할을 한다고 알려져 있다.